# Hangtompító

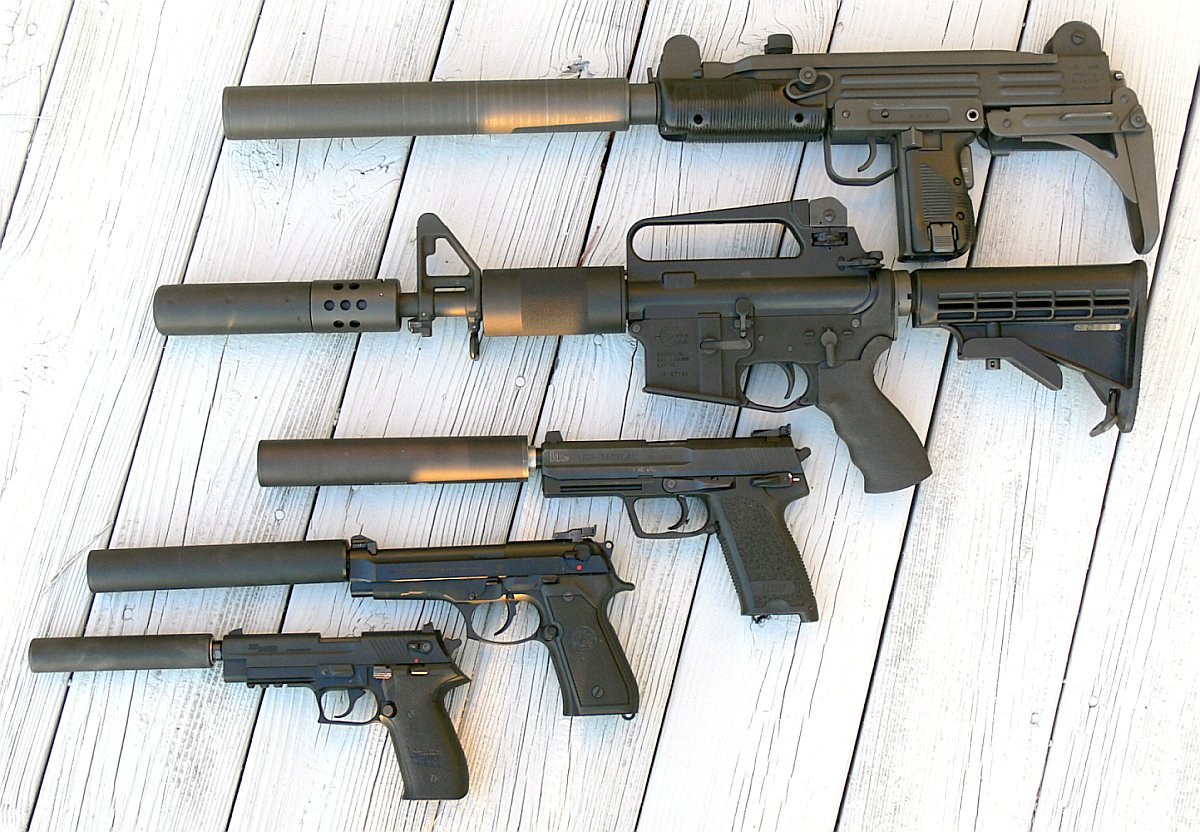

A 2004. évi XXIV. törvény megfogalmazása szerint a hangtompító a lőfegyver torkolatdörejének csökkentésére szolgáló, a fegyvercsőre vagy annak torkolatára felszerelhető eszköz.
Sajnos nagy a félreértés azzal kapcsolatban, hogy mit jelentenek a hangtompítók. A legtöbb ember úgy gondolja, hogy a hangtompítók teljes csendet teremtenek. Ez így ebben a formában nem igaz, a hangtompítók csökkentik a tűzfegyverek torkolatának zaját, de a lövedék terjedési és becsapódási zaját nem befolyásolja. Egy átlagos tűzfegyver torkolati hanghatása meghaladhatja a 165 decibelt (csőszájfék és nagy kaliber esetében akár 180-185 decibel is lehet), ami jóval meghaladja a halláskárosító határértéket - mind a lövész, mind a környezet számára. A hang nem tűnik el, és távolról is hallható, de eltávolítja a veszélyes zajszinteket, amelyek károsítják a fület, és kényelmesebbre csökkentik a zajt. A csillapítás mértéke 13-37 decibel közé esik. A 26 decibel körüli érték már nagyon jónak számít.

### A hangtompító működése, felépítése

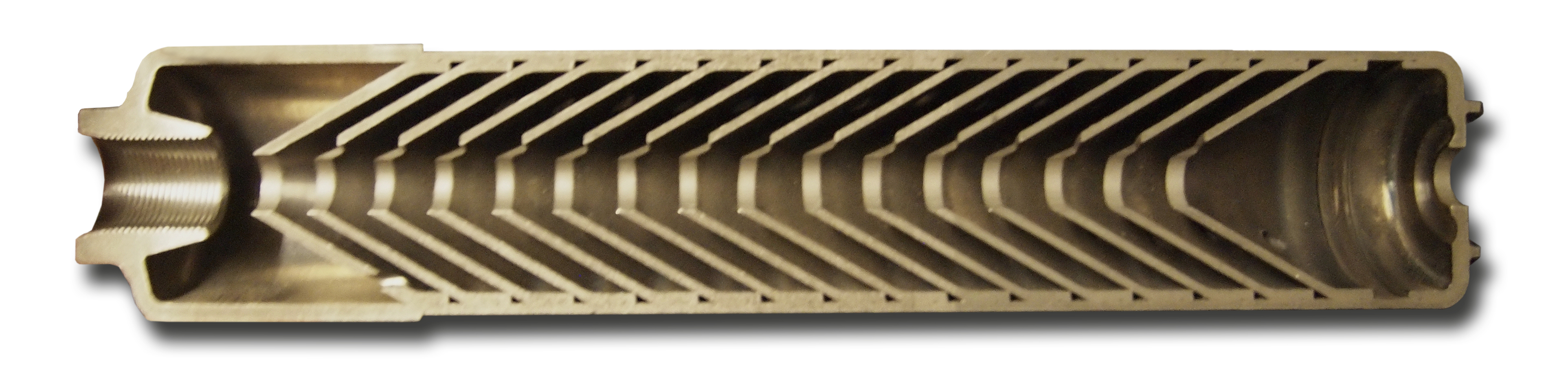
Hangtompító keresztmetszeti képe.

A hangtompító a lövéskor felszabaduló gázok örvénylését nyeli el, ezáltal a hang és fény tompítását eredményezi, lényegében egy nagy tágulási tartálynak fogható fel. A csőtorkolaton kiáramló nagy nyomású gázokat lassítja, hűti, lassabb kiáramlásra kényszeríti. A még el nem égett gázok a testen belül égjenek el, mikor a levegő oxigénjével érintkeznek. Belső felépítésükben változnak a különböző márkák hangtompítói, de a lényegi felépítésük hasonló. A gázok az elsődleges expanziós térbe, majd másodlagos- harmadlagos- akár negyedik tágulási kamrákba jutnak tovább. Emiatt a már lelassult gázok áramlási sebessége a torkolatot elhagyva jelentősen csökken. Jellemzően a fegyver csövét elhagyó lövedék még  hangsebesség felett halad, így az általa keltette hangrobbanást nem befolyásolja a hangtompító. A tévhitekkel ellentétben a hangtompító nem lassítja a lövedéket, egyes esetekben még lövedékgyorsulás is megfigyelhető. 
A lövedék által keltett zaj csökkentésének egyetlen lehetséges módja, ha hangsebesség alatti ún. subsonic lőszert használunk. Ennek használata viszont korlátozza a fegyver sport, vagy vadászati célú alkalmazását. Az alacsonyabb sebesség alacsonyabb torkolati energiával jár.
A hangtompító lövésnél úgy működik, mint egy nagy méretű csőszájfék. A puska hátrarúgásakor a kiáramló gáz beleütközik a lamellákba és lelassul, előrerántja a fegyvert. Ez a hatás a kaliber emelkedésével erősödik.
Alkalmazásának hátránya, hogy a fegyver súlypontja megváltozik, valamint a lövedékek becsapódási pontja változik. Ennek okán célszerű az ilyen eszközzel felszerelt fegyver újra belőni. 

### Jogszabályi háttér
Magyarországon a fegyverek és lőszerek megszerzésének feltételeit a 2004. évi XXIV. törvény, valamint a 253/2004. (VIII. 31.) Korm. rendelet szabályozza. Egy 2023.10.31-én a Magyar Közlönyben kihirdetett és 2023.11.01-től hatályos módosítás eredményeképpen magánszemély érvényes vadászati és/vagy sport célú fegyvertartási engedély birtokában szabadon vásárolhat hangtompítót. Használata megengedett vadászat valamint sportlövészet során.

## Külső hivatkozások
- https://web.archive.org/web/20130101035828/http://fegyverlabor.com/84_hangtompitos-fegyverek.html
- https://web.archive.org/web/20090919195104/http://www.kalasnyikov.hu/dokumentumok/pbsz1manual.pdf
- https://hangtompito-shop.hu/mire-jo-a-hagtompito/
- https://njt.hu/jogszabaly/2004-24-00-00
- https://njt.hu/jogszabaly/2004-253-20-22
- A Kaliber magazin és annak évkönyvei gyakran tartalmaznak  néhány sort a témával kapcsolatban - mind technikai, mind  jogi tekintetben.